# Robert von Greim

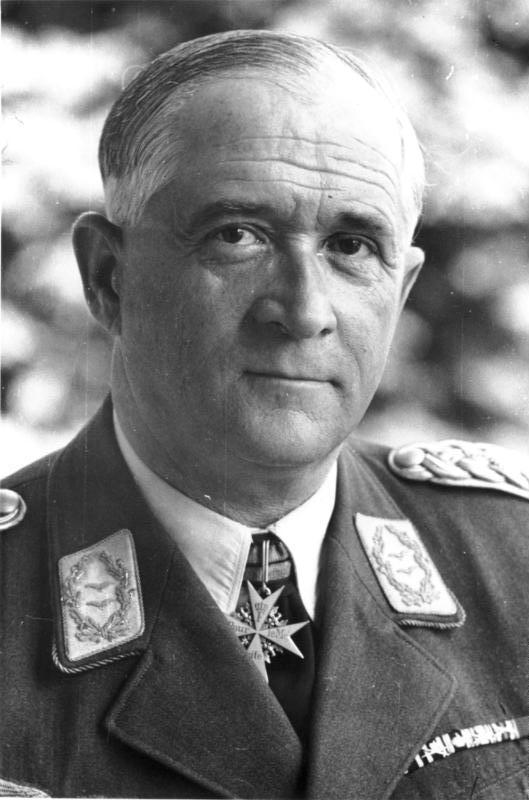
Robert Ritter von Greim (1940)

Robert Greim, ab 1918 Ritter von Greim (* 22. Juni 1892 in Bayreuth; † 24. Mai 1945 in Salzburg), war ein deutscher Heeres- und Luftwaffenoffizier (ab 1945 Generalfeldmarschall) und nach der Ablösung Hermann Görings einige Tage lang der letzte Oberbefehlshaber der deutschen Luftwaffe im Zweiten Weltkrieg.

## Leben

### Kaiserreich und Erster Weltkrieg
Robert Greim wurde am 22. Juni 1892 in Bayreuth als Sohn eines Königlich Bayerischen Gendarmeriehauptmanns geboren.
Greim trat im Juli 1911 als Fähnrich in das bayerische Eisenbahn-Bataillon ein und wurde im November 1912 zum 8. Feld-Artillerie-Regiment nach Nürnberg versetzt. Nach dem Besuch der Kriegsschule in München wurde er zu seinem Regiment zurück versetzt und zum Leutnant ernannt. Greim war anfänglich als Batterieoffizier in seinem Regiment eingesetzt.
Nach Ausbruch des Ersten Weltkriegs wurde er zunächst als Ordonnanzoffizier und später als Adjutant bei der I. Abteilung verwandt. 1915 meldete er sich für eine Ausbildung als Flugzeugbeobachter, die er im August 1915 begann. Nach deren Abschluss wurde Greim als Beobachter in der Feldfliegerabteilung 3 b eingesetzt. Im Jahr 1916 kam Greim zur Flugzeugführerausbildung nach Schleißheim und wurde im Januar 1917 zum Oberleutnant befördert. Mit Abschluss der Flugzeugführerausbildung kehrte Greim zu seiner Abteilung zurück, die inzwischen – infolge von Umstrukturierungen – als Fliegerabteilung 46 b bezeichnet wurde. Ab April 1917 war er in der Jagdstaffel 34 eingesetzt und wurde dort noch im gleichen Jahr Staffelführer. Bei einem Einsatz am 11. März 1918 gelang es Greim als vermutlich erstem deutschen Jagdpiloten, einen britischen Panzer aus der Luft mittels MG-Feuer zu zerstören. In der deutschen Frühjahrsoffensive des Jahres 1918 befehligte Greim mehrere Jagdstaffeln. Er hatte inzwischen 28 Luftsiege errungen und war mehrfach ausgezeichnet worden, u. a. auch mit dem Orden Pour le Mérite. Am 23. Oktober 1918 wurde er schließlich mit dem bayerischen Militär-Max-Joseph-Orden ausgezeichnet, was ihm die Erhebung in den persönlichen Adelsstand mit dem Titel „Ritter von“ einbrachte.

### Weimarer Republik
Schon im August 1919 veranstaltete Greim zusammen mit Ernst Udet ein Schau-Kunstfliegen auf dem Münchener Oberwiesenfeld, bei dem sie unter anderem Luftkämpfe imitierten. Mit dem Erlös wollten sie zurückkehrende Kriegsgefangene unterstützen und vor dem Bolschewismus bewahren. Beim Kapp-Putsch im März 1920 übernahm Greim die Flugdienste zwischen München und Berlin. Auf eigenen Wunsch schied Greim 1920 aus dem Militärdienst mit dem Ehrenrang eines Hauptmanns aus, worauf er an der Münchener Universität ein Jurastudium begann.
Am 2. September 1920 heiratete er die sechs Jahre ältere Alice Wilhelmine Adelheid Braun, geb. Landauer, die Witwe von Hanns Braun, die die Töchter Gisela und Sascha mit in die Ehe brachte. Mit Alice hatte Greim einen Sohn, Hubert (1921–2018). Hubert war mit Anneliese, Tochter von Johann Raithel, verheiratet. 
Nach Abschluss des Studiums wurde er 1922 Angestellter bei einer Bank. Da Greim weiterhin ein starkes Interesse an der Fliegerei hatte, beteiligte er sich zusammen mit Ernst Udet an der Durchführung von Luftsportveranstaltungen.
Im Jahr 1924 ging er für drei Jahre nach China und war dort mit dem Aufbau einer Luftwaffe für die chinesische Nationalregierung beschäftigt. Als Greim im Jahr 1927 nach Deutschland zurückkehrte, wurde er Leiter der Zivilfliegerschule in Würzburg. Zu seinen Schülern während dieser Zeit gehörte unter anderem Elly Beinhorn.

### Zeit des Nationalsozialismus

#### Vorkriegszeit
Am 1. Januar 1934 trat Greim im Rang eines Majors in die Reichswehr ein, wo man ihn anfänglich zum Artillerie-Regiment Nr. 7 kommandierte. Bereits nach kurzer Zeit wurde er zum neu gegründeten Reichsluftfahrtministerium versetzt, wo er an der Aufstellung des neuen Jagdgeschwaders Döberitz Richthofen beteiligt war. Dieses wurde später in Jagdgeschwader 132 umbenannt, dann in Jagdgeschwader 131, und ging schließlich im Jagdgeschwader 2 auf.
Am 1. August 1935 wurde Greim Inspekteur der Jagdflieger und am 1. September 1935 zum Oberstleutnant befördert. Am 20. April 1936 erfolgte die Beförderung zum Oberst mit gleichzeitigem Wechsel in die Stellung des Inspekteurs für Flugsicherung und Gerät. Ab 1937 war Greim zusätzlich mit der Führung der Geschäfte des Luftwaffenpersonalamtes im Reichsluftfahrtministerium betraut, und 1938 wurde er offiziell Amtschef. Am 1. Februar 1938 erfolgte seine Beförderung zum Generalmajor.
Am 31. März 1939 übergab Ludwig Wolff das Kommando über die 5. Flieger-Division an Greim.

#### Zweiter Weltkrieg
Im Oktober 1939, nach dem Überfall auf Polen, wurde Greim als Generalleutnant Kommandierender General des V. Fliegerkorps. Nach dem Ende des Westfeldzuges wurde er am 19. Juli 1940 zum General der Flieger befördert. Anschließend waren die zu seinem Korps gehörenden Geschwader an der Luftschlacht um England beteiligt.
Im Winter 1941/42 führte Greim in Mariupol den aus Teilen seines Korps gebildeten „Sonderstab Krim“. Am 1. April 1942 bekam er den Oberbefehl über das Luftwaffenkommando Ost mit Sitz in Smolensk, als sein Korps das VIII. Fliegerkorps in diesem Frontbereich ablöste. Im Februar 1943 zum Generaloberst befördert, wurde er im Mai 1943 zum Oberbefehlshaber der aus seinem Kommando gebildeten Luftflotte 6 ernannt. Dieser Verband unterstützte weiterhin die Luftwaffeneinsätze der Heeresgruppe Mitte. Im Rahmen des Unternehmens Zitadelle, der dritten und letzten deutschen Sommeroffensive in der Sowjetunion, bot Greims Luftflotte im Juli 1943 730 Flugzeuge auf. Nach hohen Verlusten und technischen Ausfällen aufgrund mangelhafter Versorgung mit Ersatzteilen waren beim Beginn der sowjetischen Sommeroffensive im Juni 1944 nur noch knapp 50 Maschinen einsatzbereit.

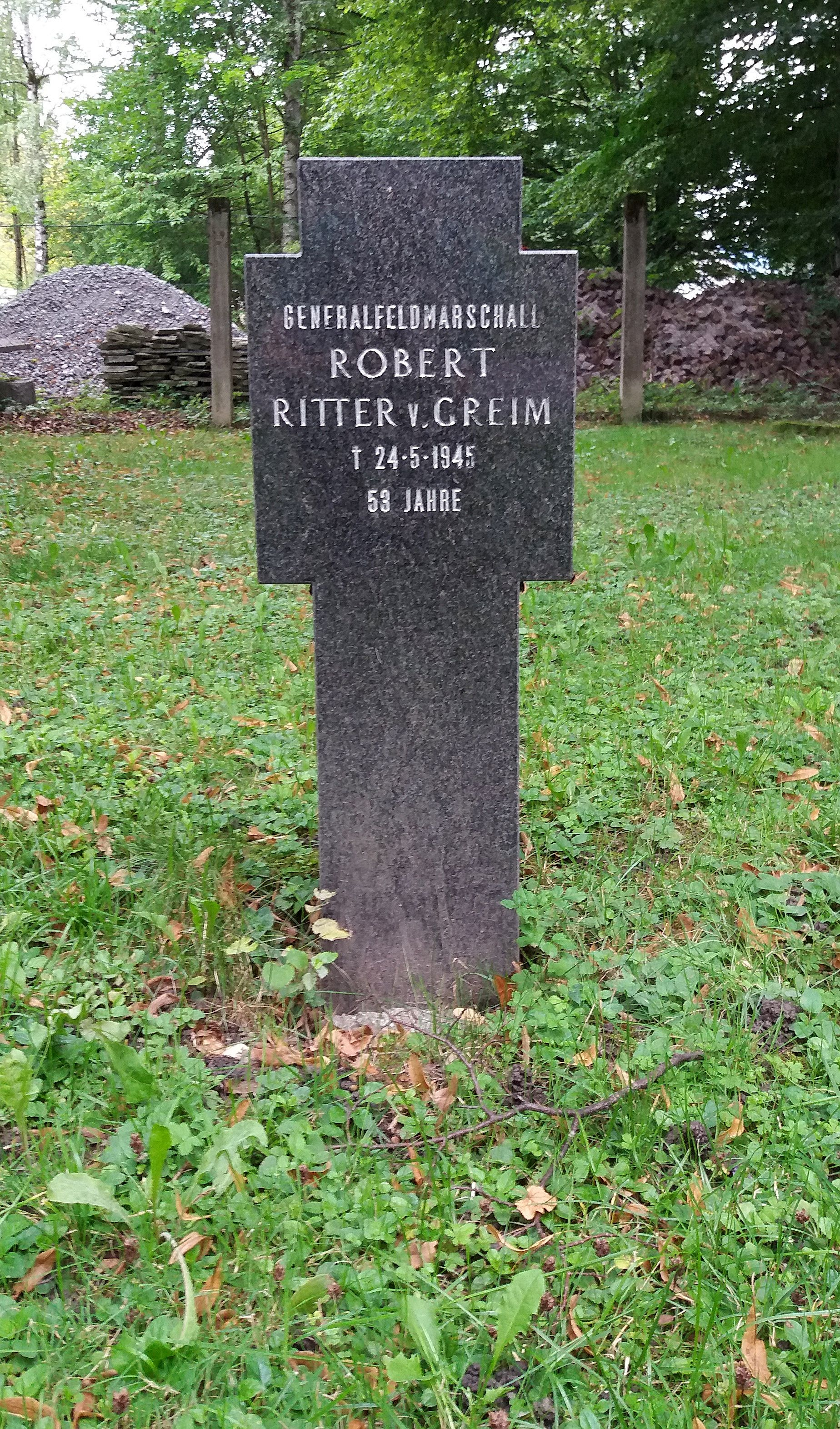
Grabstätte Greims in der Abteilung Kriegsgräber Zweiter Weltkrieg auf dem Salzburger Kommunalfriedhof

Noch im Januar 1945 legte Greim ein Bekenntnis zum „Führer“ ab: „Der ich an den Führer geglaubt habe – und verdammt noch mal, noch immer an ihn glaube. Ich kann nicht zum Verräter werden. Ich nicht!“ Am 30. Januar 1945 erhielt er das Goldene Parteiabzeichen der NSDAP. Zum 1. Februar 1945 trat er der NSDAP bei (Mitgliedsnummer 10.002.210). Nachdem Hitler am 23. April 1945 Göring aller Ämter enthoben hatte, wurde Greim von Hanna Reitsch am 26. April 1945 in das bereits eingeschlossene Berlin geflogen. Beim Anflug über dem Berliner Tiergarten geriet der Flieger unter Flakfeuer, und Greim erlitt Verletzungen am Fuß. Er wurde dann von Hitler persönlich zu Görings Nachfolger als Oberbefehlshaber der Luftwaffe ernannt und gleichzeitig zum Generalfeldmarschall befördert. Greim beteuerte danach: „Mich haben das Zusammensein mit dem Führer und seine Kraft außerordentlich bestärkt.“ Am 29. April 1945 erhielt er von Hitler den Befehl, den „Verräter“ Heinrich Himmler zu verhaften. An jenem Tag nutzten Reitsch und Greim die Charlottenburger Chaussee als Startbahn, um mit dem letzten Flugzeug, einer kleinen Arado, weiter nach Plön zu fliegen, wo sich zu dieser Zeit noch Hitlers Nachfolger Karl Dönitz aufhielt. Im Anschluss flogen Reitsch und Greim weiter nach Kitzbühel in Tirol. Dort geriet Greim in US-amerikanische Kriegsgefangenschaft.
Greim ergab sich den Amerikanern mit den Worten „Ich bin der Chef der deutschen Luftwaffe, aber ich habe keine Luftwaffe.“ Ursprünglich sollte er am 8. Mai an den Kapitulationsverhandlungen in Berlin-Karlshorst teilnehmen – wurde aber aufgrund seiner Fußverletzung von Generaloberst der Luftwaffe und Befehlshaber der Luftflotte 5 Hans-Jürgen Stumpff vertreten. Er wurde nach Salzburg in ein Lazarett gebracht, wo er erfuhr, dass die Amerikaner ihn in sowjetische Gefangenschaft überstellen wollten. Am 24. Mai 1945 beging Greim dort Suizid mittels Blausäure. Hierzu verwendete er die Giftkapsel, die ihm Adolf Hitler Ende April 1945 im Führerbunker überreicht hatte. Das Grab Greims befindet sich auf dem Salzburger Kommunalfriedhof (Abteilung Kriegsgräber Zweiter Weltkrieg).

## Auszeichnungen
- Eisernes Kreuz (1914) II. und I. Klasse
- Ritterkreuz des Königlichen Hausordens von Hohenzollern mit Schwertern
- Bayerischer Militärverdienstorden IV. Klasse mit Schwertern und mit der Krone
- Pour le Mérite am 14. Oktober 1918[13]
- Ritterkreuz des Militär-Max-Joseph-Ordens am 23. Oktober 1918; damit verbunden die Erhebung in den persönlichen Adelsstand[13]
- Bayerisches Flugzeugführerabzeichen
- Bayerisches Beobachterabzeichen
- Wehrmacht-Dienstauszeichnung IV. und III. Klasse
- Spange zum Eisernen Kreuz II. und I. Klasse
- Ritterkreuz des Eisernen Kreuzes mit Eichenlaub und Schwertern[13]
  - Ritterkreuz 24. Juni 1940
  - Eichenlaub 2. April 1943 (216. Verleihung)
  - Schwerter 27. August 1944 (92. Verleihung)
- sechsmalige Nennung im Wehrmachtbericht am 20. Juni 1940; 22. November 1941; 19. Januar 1942; 3. September 1943; 9. September 1944 und 31. Oktober 1944
- Gemeinsames Flugzeugführer- und Beobachterabzeichen mit Brillanten

## Darstellung in Filmen
Robert Ritter von Greim wurde in folgenden Filmproduktionen dargestellt:
- Von Otto Wögerer in Der letzte Akt.[14]
- Von Eric Porter in Hitler – Die letzten zehn Tage.[15]
- Von Willy Bowman in The Death of Adolf Hitler.[16]
- Von Dietrich Hollinderbäumer in Der Untergang.[17]